# Yelena Shalygina
Yelena Shalygina (n. 15 decembrie 1986, Osinniki, Regiunea Kemerovo, RSFS Rusă, URSS) este o luptătoare ce a reprezentat Kazahstan, medaliată olimpică. A participat la 2 ediții ale Jocurilor Olimpice (2008, 2012) în care a câștigat o medalie de bronz.